# Episodi di Lettera al re
La prima stagione della miniserie televisiva Lettera al re è stata distribuita sulla piattaforma streaming di Netflix il 20 marzo 2020. Tutti e sei gli episodi della stagione sono stati disponibili a partire da quella data.
| nº | Titolo originale          | Titolo italiano                   | Pubblicazione originale |
| -- | ------------------------- | --------------------------------- | ----------------------- |
| 1  | Storm Clouds Gather       | Le nuvole di tempesta si radunano | 20 marzo 2020           |
| 2  | Isn't She a Sweetheart?   | Non è un tesoro?                  | 20 marzo 2020           |
| 3  | The Great Mountains       | Alla fine del mondo               | 20 marzo 2020           |
| 4  | Danger Knights            | Cavalieri pericolosi              | 20 marzo 2020           |
| 5  | Spiral                    | La spirale                        | 20 marzo 2020           |
| 6  | When The Blood Moon Rises | Quando sorge la luna rossa        | 20 marzo 2020           |

## Le nuvole di tempesta si radunano
- Regia: Felix Thompson
- Sceneggiatura: Will Davies
- Durata: 51 minuti

I regni di Dagonaut e Unauwen sono in guerra con il regno di Eviellan. Il principe Viridian, secondogenito di re Favian e comandante dell'esercito di Unauwen, riporta una vittoria dopo l'altra portando una per una le tribù di Eviellan alla resa.
Lontano da tutto questo, il giovane Tiuri si addestra per partecipare al torneo che eleggerà cinque nuovi cavalieri per il regno di Dagonaut. Dopo un inizio difficile, Tiuri approda alla prova finale (la cosiddetta "veglia") insieme ad altri quattro ragazzi: Iona, Arman, Foldo e Jussipo. I cinque vengono chiusi in una cappella dove sono custodite le reliquie di tutti i cavalieri di Dagonaut morti prima di loro, con l'ordine di rimanere fermi e zitti per tutta la notte. La veglia viene però interrotta quando qualcuno bussa ripetutamente ai portoni del santuario e Tiuri, nonostante il parere contrario degli altri, va a controllare. A invocare aiuto è un vecchio che subito conduce il ragazzo dal suo padrone, il leggendario "cavaliere nero con lo scudo bianco". Questi, ferito e morente, consegna al ragazzo una lettera rubata al principe Viridian che reca un messaggio fondamentale da consegnare al re di Unauwen. I due vengono però sorpresi dai Cavalieri Rossi, fedeli servitori del principe determinati a recuperare la lettera. Tiuri prende il destriero del cavaliere e fugge.

## Non è un tesoro?
- Regia: Alex Holmes
- Sceneggiatura: Will Davies
- Durata: 51 minuti

Spaventato, Tiuri fugge dalla capitale e torna a casa. Qui confessa a suo padre di aver ricevuto in affido una lettera destinata al Re Favian di Unauwen e gli chiede di aiutarlo; vengono però interrotti dall'arrivo di Ser Frantumar e dei suoi Cavalieri Grigi che, in combutta con il principe Viridian, stanno dando la caccia a colui che porta la lettera. Ser Tiuri ordina al figliastro di nascondersi in un armadio mentre lui affronta Frantumar, negando categoricamente di avere a che fare con quella storia; il cavaliere lo trafigge però a tradimento, prima di dare l'ordine di dare fuoco alla dimora. Tiuri fugge quindi insieme al cavallo Ardanwen fino a raggiungere Mistrinaut, una cittadina vicino alle montagne che segnano il confine tra i regni di Dagonaut e Unauwen. Qui conosce Lavinia, la figlia del governatore, ragazza veloce di mano e di mente che non esita ad attirarlo in una trappola quando apprende che sulla sua testa c'è una considerevole taglia. Mentre Tiuri è prigioniero, la giovane (che non sopporta suo padre ed è in cerca di sua madre) prova a scappare con Ardanwen, ma il cavallo non le obbedisce.
Nel paese giungono allo stesso tempo gli altri novizi (che sono partiti sulle tracce di Tiuri sotto ordine di Frantumar) e una compagnia di guerrieri guidati da Ristridin. Quest'ultimo libera Tiuri deciso a riportarlo a Dagonaut, ma il ragazzo fugge e Lavina lo convince a portarla con lui. Durante la fuga compaiono anche i Cavalieri Rossi; inseguiti da tutti i fronti, Tiuri e Lavinia puntano dritto sulla catena dei Monti Bianchi.

## Alla fine del mondo
- Regia: Felix Thompson
- Sceneggiatura: Rose Heiney
- Durata: 45 minuti

I novizi sono caduti prigionieri dei Cavalieri Rossi, che li usano come apripista per saggiare quali siano i passaggi sicuri attraverso i ghiacciai dei Monti Bianchi. Iona cerca di attirarsi le simpatie del loro capo, Jaro, in realtà con lo scopo di sottrargli dalla cintura un pugnale, cosa che effettivamente riesce a fare. Mentre attraversano un lago ghiacciato, i cinque ragazzi (Piak, il fratello di Jussipo, era partito con loro) sono sorpresi da una valanga che li separa dai loro aguzzini.
Sorprendentemente ancora viva, Iona si risveglia di sera sepolta dalla neve, ma prima che possa cercare gli altri viene raggiunta da Jaro. Questi dopo una breve colluttazione si riprende il pugnale ma le risparmia la vita, sostenendo che la ragazza, di umili origini, sia più simile a loro che ai suoi compagni. Mentre Jaro se ne va, anche gli altri novizi riemergono dalla neve.
Intanto Tiuri e Lavinia sono costretti a ripararsi da una tormenta passando la notte in un monastero. Qui Tiuri parla con un monaco misterioso che sembra sapere molte cose su una profezia che riguarda Tiuri da vicino. Più tardi, i due ragazzi vengono assaliti nella camera che gli è stata riservata da un monaco mentalmente instabile che si è liberato dalle catene a cui era assicurato, il quale continua a ripetere che "lui è qui". Gli altri monaci sopraggiungono per metterlo di nuovo in prigione ma Tiuri, non volendo che gli venga fatto del male, preso dalla rabbia scatena contro di loro un forte vento che li mette fuori gioco.

## Cavalieri pericolosi
- Regia: Alex Holmes
- Sceneggiatura: Harry Cripps
- Durata: 41 minuti

## Spirale
- Regia: Charles Martin
- Sceneggiatura: Joy C. Mitchell
- Durata: 47 minuti

Ancora discordi su come comportarsi con Tiuri, i novizi e Lavinia cavalcano attraverso il regno di Unauwen fino a raggiungere un villaggio in cui vengono accolti dagli abitanti in modo piuttosto ostile. Tuttavia, quando la donna a capo del villaggio nota Ardanwen, accetta di fornire loro vitto e alloggio per una notte. Mentre i novizi discutono su come agire (Arman vorrebbe riportare Tiuri in catene da suo padre, ma gli altri, dopo aver visto di cosa è capace, sono scettici), prima Lavinia e poi Tiuri hanno un dialogo con Shona, e quest'ultimo scopre che ella era la moglie del Cavaliere Nero: per questo motivo era stata in grado di riconoscere il destriero appartenuto a suo marito. La donna tuttavia, affranta nell'apprendere della sua morte, accusa Tiuri di essere uno sciocco e decreta che la sua missione è destinata al fallimento.
Nel frattempo Jaro e i Cavalieri Rossi, accampati poco distante dal luogo in cui è stanziato l'esercito di Viridian, riescono ad aprire il contenitore della lettera rubato a Tiuri, ma scoprono che esso è vuoto.
Tiuri rivela ai suoi compagni di aver nascosto la lettera e i sei ragazzi possono finalmente leggerne il contenuto, anche grazie a Lavinia che riconosce l'uso di un inchiostro simpatico. Il messaggio sembra indicare un orario e un luogo per un ritrovo, accompagnati da una lista di persona fra le quali compaiono anche i genitori di Jussipo e di Foldo. Iona, che è orfana, abbandona la compagnia apparentemente per un battibecco con Arman.
Jaro giunge all'accampamento di Viridian e confessa al principe di aver fallito il proprio compito; non solo, la lettera non solo è persa, ma è anche caduta nelle mani del figlio dello Sciamano. Viridian, infuriato, lo caccia via in malo modo.
La mattina successiva nel villaggio irrompono i Cavalieri Grigi guidati da Ser Frantumar: è stata Iona a tradirli, rivelando la posizione di Tiuri. Arman si ribella finalmente al padre scegliendo di stare dalla parte dei suoi amici. I cinque vengono inseguiti fuori dal villaggio dai cavalieri e accerchiati. A salvarli è nuovamente un incantesimo scaturito da Tiuri, che disarciona tutti gli avversari. Tuttavia, il ragazzo ammette di non essere stato lui: è Lavinia la vera prescelta della profezia, così come era stata lei a compiere inconsapevolmente tutti gli incantesimi fino a quel momento.

## Quando sorge la luna rossa
- Regia: Felix Thompson
- Sceneggiatura: Will Davies
- Durata: 49 minuti